# Olimpia din Epir
Olimpia din Epir (greacă Ὀλυμπιάς, n. 375 î.Hr., Passaron⁠(d), Epir, Grecia – d. 316 î.Hr., Archaia Pýdna⁠(d), Commune of Makrygialos⁠(d), Macedonia și Tracia⁠(d), Grecia) a fost fiica regelui Neoptolemus I al Epirusului. Ea a fost a patra soție a regelui Filip al II-lea al Macedoniei și mama lui Alexandru cel Mare. A fost membră devotată a cultului orgiastic al lui Dionis și este sugerat de către biograful Plutarh că Olimpia s-ar fi putut culca cu șerpi.

## Legături externe
- „Olympias (Macedonian leader)”. Encyclopædia Britannica Eleventh Edition. Accesat în 31 iulie 2006.
- „Olympias”. Livius. Articles on Ancient History. Arhivat din original la 1 septembrie 2013. Accesat în 30 iulie 2006.